# 鲁斯兰·库尔班诺夫
鲁斯兰·库尔班诺夫（俄语：Руслан Курбанов，1991年9月17日—），鞑靼人，生于奥斯卡曼，是一名哈萨克斯坦男子击剑运动员，主攻重剑。他最初曾接触足球运动，2003年他在朋友的邀请下开始参加击剑课程，后来他的朋友不再练习击剑，但他留了下来。高中毕业后，他进入东哈萨克斯坦国立大学修读教练学专业。他和同为击剑选手的Tamara Pochekutova间育有一子，于2013年出生。